# Бесбай (Актюбинская область)
Бесбай (каз. Бесбай) — упразднённое село в Байганинском районе Актюбинской области Казахстана. Входило в состав Миялинского сельского округа. Код КАТО — 153655200. Исключено из учетных данных в 2013 г.

## Население
В 1999 году население села составляло 10 человек (4 мужчины и 6 женщин). По данным 2009 года, в селе не было постоянного населения.